# Giacomo Gorzanis
Giacomo Gorzanis (de Jacomo) (1520 c – Trieste, tra il 1575 e il 1579?) è stato un compositore e liutista italiano.

## Biografia
Non si sa molto della sua vita. Era cieco e, probabilmente, di famiglia nobile. L'affinità tra le sue villanelle e quelle di Stefano Felis, Pomponio Nenna e Giovanni Jacopo de Antiquis fanno ritenere che abbia trascorso i primi anni della sua carriera alla corte di Spagna a Bari; poi si trasferì a Trieste, dove ricevette la cittadinanza prima del 1567.

## Composizioni

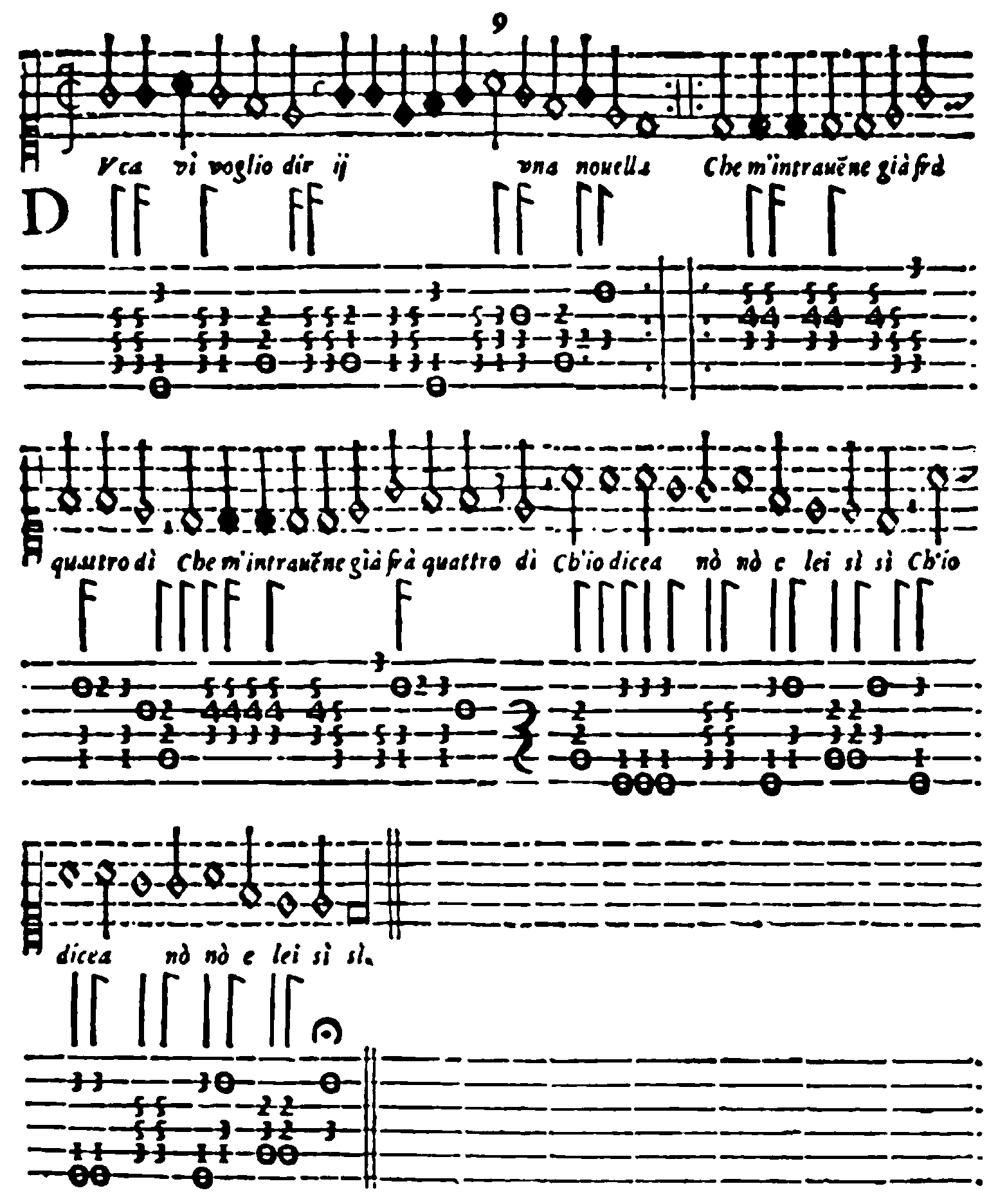
Composizione di Giacomo Gorzanis: Duca vi voglio dir

- Intabolatura di liuto Libro primo Venezia, 1561
- Il Secondo libro de intabulatura di liuto Venezia, 1562
- Il Terzo Libro de intabolatura di liuto Venezia, 1564
- Il Primo Libro di Napolitane ariose Che SI cantano et sonano in Leuto Venezia, 1570
- Il Secondo Libro di Napolitane Venezia, 1571
- Opera nova de Lauto ... libro quarto Venezia, c1575-8, 2 / 1579
- Libro de intabulatura di liuto nel quale si contengono vinti quatro passa mezi dodeci per be molle et dodeci per be quadro sopra dodeci chiave novamente composte con alcune napollitanae Venezia, 1567.

## Discografia
- Michele Carreca : Giacomo Gorzanis solo lute music (Sony-Deutsche Harmonia Mundi 2017)